# On és Wally?
On és Wally? és el títol genèric d'una col·lecció de llibres per a infants creats per Martin Handford. A cada pàgina apareix una il·lustració plena d'objectes i personatges i l'objectiu és trobar el protagonista, en Wally, entre la multitud. Al final del llibre apareixen llistes amb elements addicionals per buscar. Els llibres usen una il·lustració propera al còmic, amb tocs humorístics perquè les situacions representades estan plenes de gags i perquè apareixen escenes absurdes o estrafolàries. Els lectors aguditzen la seva atenció en una situació lúdica. L'èxit de la saga va propiciar l'aparició de videojocs i una sèrie de dibuixos animats basats en els llibres.
El nom del protagonista va variar per adaptar-se als diferents països on es van distribuir els llibres (Waldo, Hoger, Effy...) sense alterar el seu aspecte: sempre va vestit amb samarreta de ratlles vermelles i blanques. Sol anar acompanyat d'ulleres, càmera de fotos i alguns amics, com un mag, la seva xicota i un gosset, que es "perden" sovint per les il·lustracions temàtiques i que cal localitzar.